# Constantin Cantacuzène
Constantin Cantacuzène (en roumain Constantin Cantacuzino) (1598-1663) était postelnic (grand chambellan) de Valachie et fils du grand trésorier Andronic Cantacuzène et d'Irène Ralli.

## Biographie
Constantin Cantacuzène est d'abord grand échanson du prince de Moldavie Miron Barnovschi-Movilă puis entre 1628 et 1632, il épouse Elina, fille cadette du prince de Valachie Radu X Șerban.
Il devient ensuite grand chambellan de Valachie sous le règne de Matei Ier Basarab. Il fut étranglé sur ordre du prince de Valachie Grigore Ier Ghica le 20 décembre 1663.
Avec son épouse, il laisse une famille nombreuse qui jouera un rôle prépondérant dans l'histoire des principautés danubiennes :
- Draghici, né en 1630 et mort en 1667, Grand Echanson en 1660, Chef des armées en 1665
- Șerban 1634-1688, prince de Valachie
- Stanca, née en 1637 et morte en 1699, épouse de Pavel dit Papa Brâncoveanu, ils furent les parents du prince de Valachie Constantin II Brâncoveanu
- Constantin, né en 1639 et exécuté en 1716 ; Grand stolnic, marié avec Safta Buhus, ils furent les parents du prince de Valachie Ștefan II Cantacuzino
- Mihai, né 1640 à 1716, Chef des armées
- Matei, né en 1648 et mort en 1686
- Iordache, né en 1651 et mort en 1692, Chef des armées